# Guillac (Morbihan)
Guillac (bretonisch: Gilieg;Gallo: Glac) ist eine französische Gemeinde mit 1402 Einwohnern (Stand 1. Januar 2022) im Département Morbihan in der Region Bretagne.

## Geographie
Guillac liegt im Nordosten des Départements Morbihan und gehört zum Pays de Josselin.
Nachbargemeinden sind La Croix-Helléan und Helléan im Norden, Taupont und Ploërmel im Osten, Val d’Oust im Südosten, Süden und Südwesten, Saint-Servant und Guégon im Westen sowie Josselin im Nordwesten.
Der Ort selber liegt etwas abseits von wichtigen Durchgangsstraßen am Kreuzungspunkt von Regionalstraßen. Doch nur vier Kilometer von Guillac entfernt verläuft die N 24 durch das nördliche Gemeindegebiet. Dort liegt der Anschluss von Brangoyan.
Die bedeutendsten Gewässer sind die Flüsse Oust, auf dem hier der Canal de Nantes à Brest verläuft und Ninian. Auf Gemeindegebiet befinden sich zudem einige Teiche. Mehrere Waldgebiete bedecken einen bedeutenden Teil des Gemeindeareals. Der Größte darunter ist der Bois du Bon Cœur westlich von Brangoyan.

## Geschichte
Die Gemeinde gehört historisch zur bretonischen Region Bro-Sant-Maloù (frz. Pays de Saint-Malo) und innerhalb dieser Region zum Gebiet Porc'hoed (frz. Porhoët) und teilt dessen Geschichte. Von 1801 bis zu dessen Auflösung am 10. September 1926 gehörte sie zum Arrondissement Ploërmel. Von 1793 bis 1801 gehörte Cruguel zum Kanton Ploërmel. Seither ist sie dem Kanton Josselin zugeteilt.
Am 26. März 1351 fand in Guillac der Combat des Trente (Kampf der Dreißig) statt. In diesem Kampf um die Krone der Bretagne fochten dreißig englische Ritter für Jean de Montfort gegen dreißig einheimische Ritter (für Jeanne de Penthièvre). Die Einheimischen siegten.
Am 11. Juli 1944 fand ein Treffen von Résistance-Kämpfern statt. Die deutsche Seite erfuhr davon. Die Mehrzahl der Widerständler konnten dank einer Warnung aus der Bevölkerung vor Ankunft der Deutschen flüchten. Die Deutschen ergriffen nur René Le Touzic, der arretiert, gefoltert und am 3. August 1944 in Josselin erschossen wurde. Zwei weitere Personen aus diesem Umfeld, Anne Créquer und Madeleine Rolland, wurden ebenfalls verhaftet, eingekerkert und gefoltert.

## Bevölkerungsentwicklung
| Jahr      | 1962 | 1968 | 1975 | 1982 | 1990 | 1999 | 2006 | 2019 |
| Einwohner | 1119 | 1056 | 988  | 987  | 1037 | 1092 | 1204 | 1343 |

## Sehenswürdigkeiten
- Kirche Saint-Bertin aus dem 16. und 17. Jahrhundert; erneuert um 1860
- Brunnen Saint-Bertin von 1665
- Abtei Saint-Jean-des-Prés aus dem 12. Jahrhundert (an der Straße nach Josselin)
- Colonne des Trente (Säule der Dreißig) aus dem 19. Jahrhundert
- Kreuze von la Lande du Temple und Brassée (aus dem 7. Jahrhundert)
- Haus in Brangoyan aus dem 15.–17. Jahrhundert
- ehemaliges Herrenhaus von Sabraham
- Mühle von Saint-Jouan
- vier denkmalgeschützte Schleusen am Nantes-Brest-Kanal

Quelle:

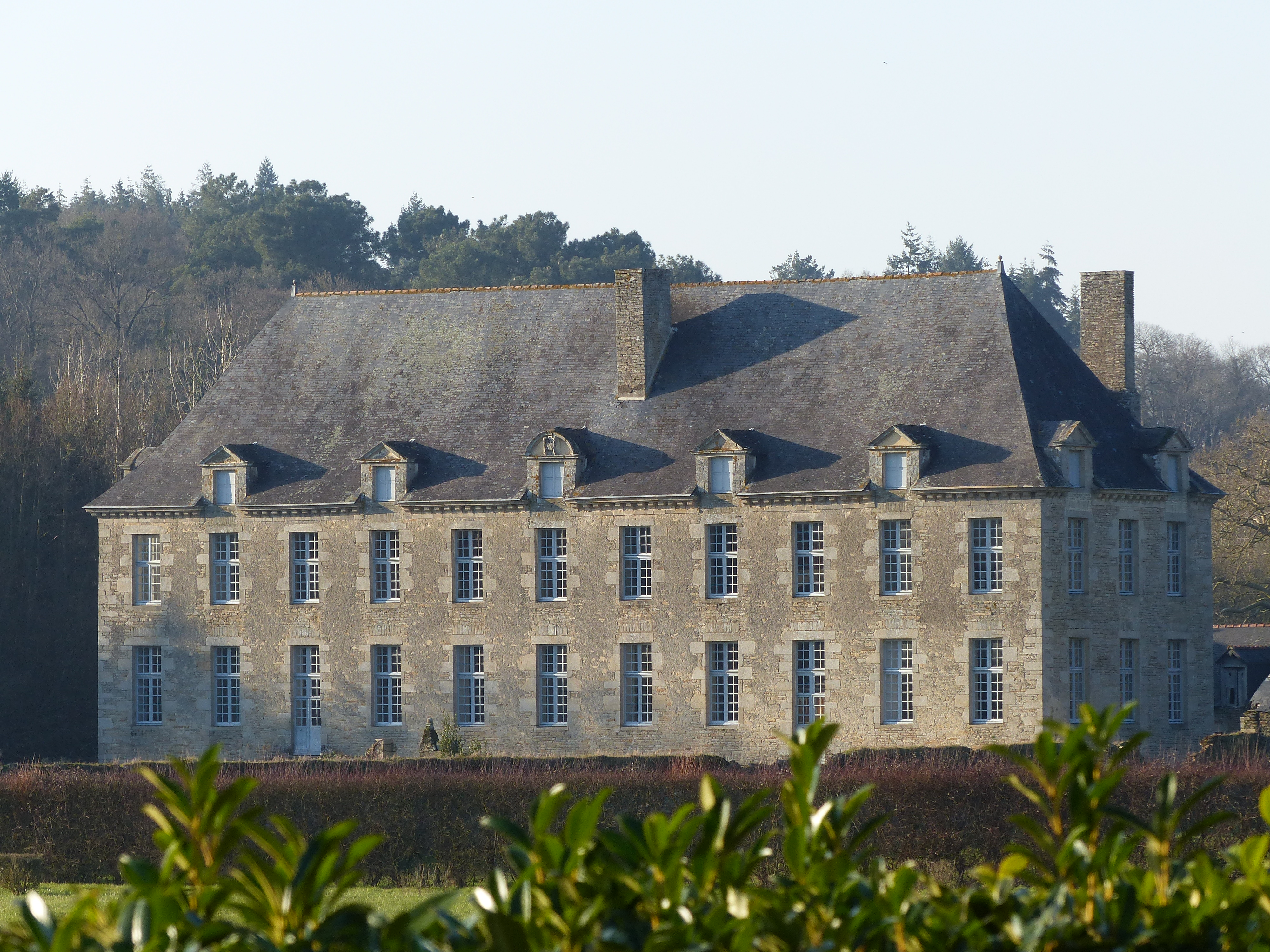
Abtei Saint-Jean-des-Prés
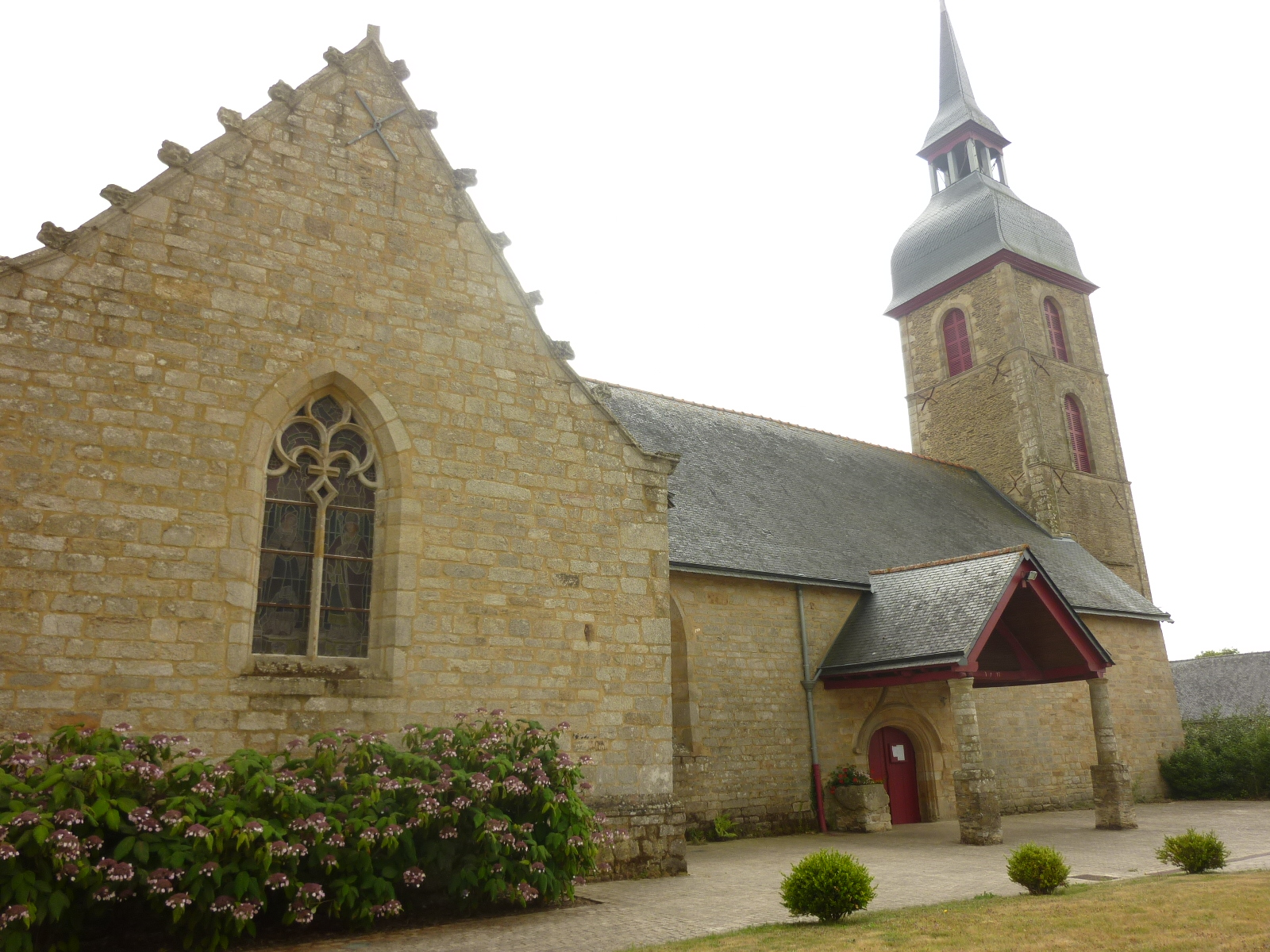
Kirche Saint-Bertin
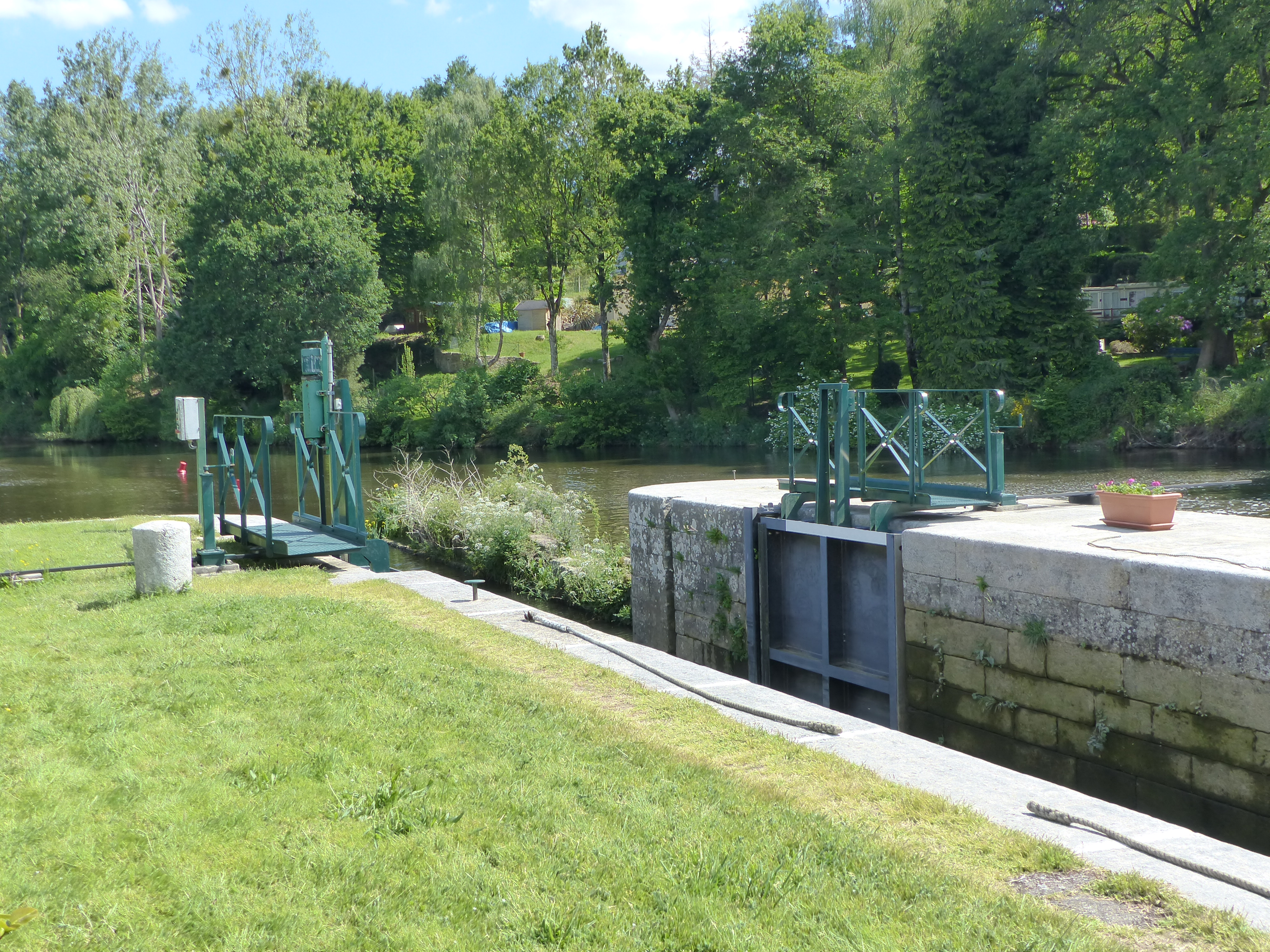
Schleuse Blon
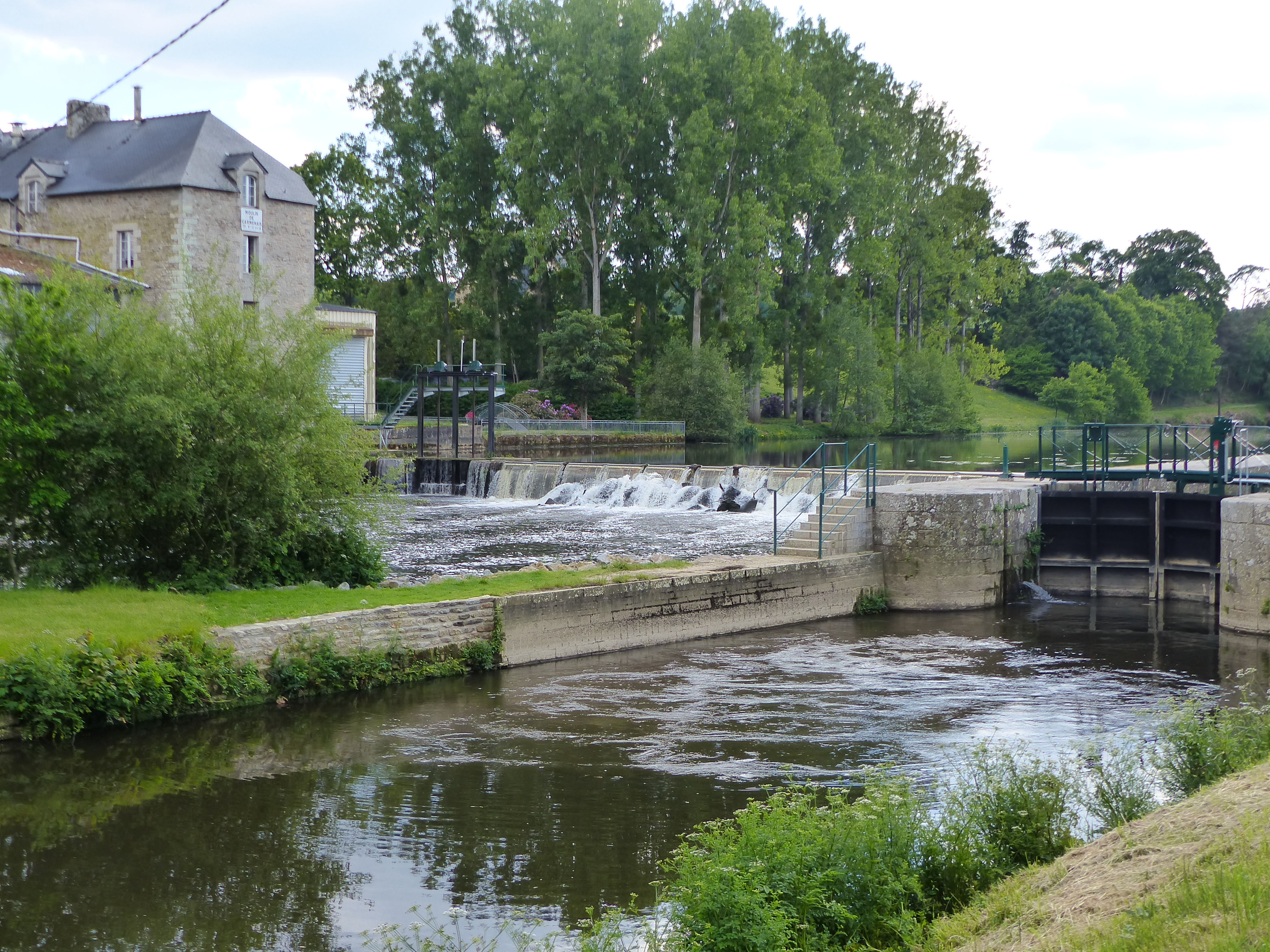
Schleuse Carmenais
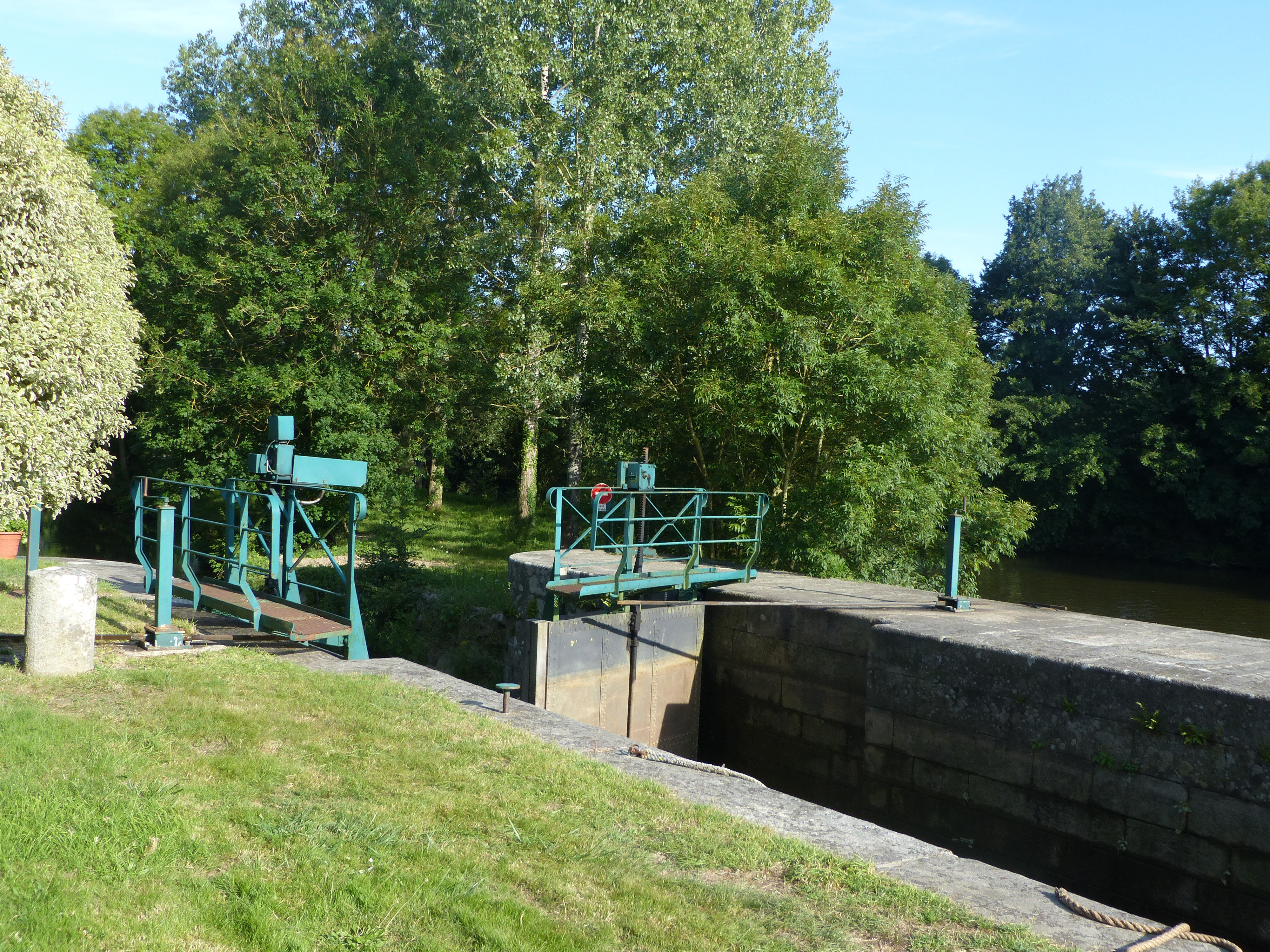
Schleuse Clan
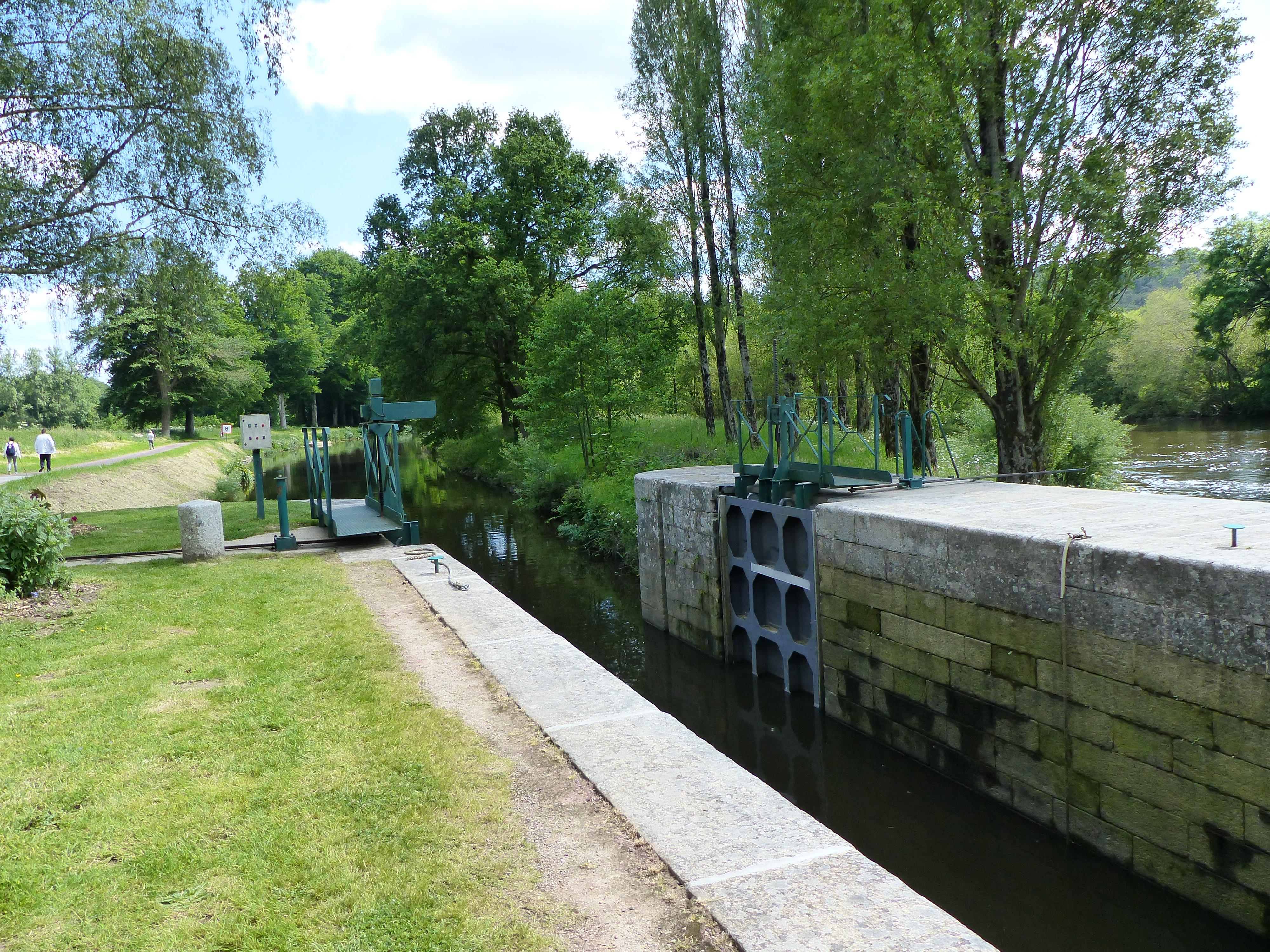
Schleuse Guillac